# الحكالي (جبلة)

تعديل مصدري - تعديل

الحكالي محلة تابعة لقرية مجرن، التابعة لعزلة وراف بمديرية جبلة إحدى مديريات محافظة إب في الجمهورية اليمنية، بلغ تعداد سكانها 254 حسب تعداد اليمن لعام 2004.